# Elgin—Middlesex—London (circonscription provinciale)
Circonscription électorale provinciale du Canada
Elgin—Middlesex—London est une circonscription provinciale de l'Ontario représentée à l'Assemblée législative de l'Ontario depuis 1999.

## Géographie
La circonscription est située dans le sud de l'Ontario, située sur les rives du lac Érié. Les entités municipales formant la circonscription sont London, St. Thomas, Thames Centre, Central Elgin, Malahide, Aylmer, Bayham, West Elgin, Southwold et Dutton/Dunwich.
Les circonscriptions limitrophes sont Chatham-Kent—Leamington, Haldimand—Norfolk, London—Fanshawe, London-Ouest, Lambton—Kent—Middlesex, Oxford et Perth—Wellington.

## Historique
| Législature | Années        | Député    | Député       | Parti                     |
| ----------- | ------------- | --------- | ------------ | ------------------------- |
| 37e         | 1999-2003     |           | Steve Peters | Libéral                   |
| 38e         | 2003-2007     |           | Steve Peters | Libéral                   |
| 39e         | 2007-2011     |           | Steve Peters | Libéral                   |
| 40e         | 2011-2014     |           | Jeff Yurek   | Progressiste-conservateur |
| 41e         | 2014-2018     |           | Jeff Yurek   | Progressiste-conservateur |
| 42e         | 2018-2022     |           | Jeff Yurek   | Progressiste-conservateur |
| 43e         | 2022–2025     | Rob Flack |              | Progressiste-conservateur |
| 44e         | 2025–en cours | Rob Flack |              | Progressiste-conservateur |

## Circonscription fédérale
Depuis les élections provinciales ontariennes du 4 octobre 2007, l'ensemble des circonscriptions provinciales et des circonscriptions fédérales sont identiques.